# Ituri-Regenwald

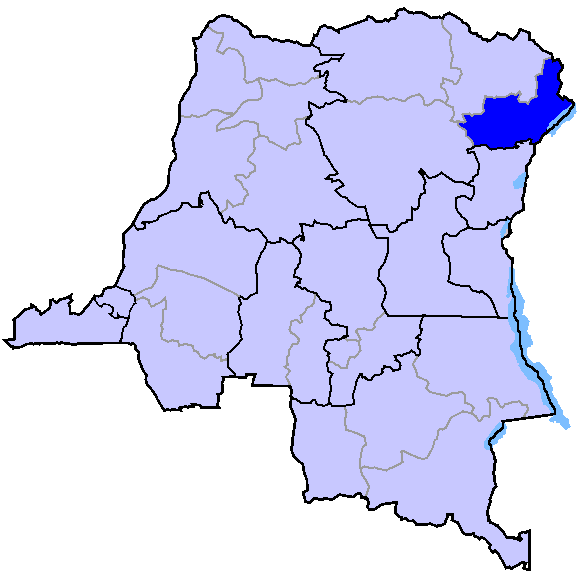
Karte von dem Gebiet Ituri in der DR Kongo

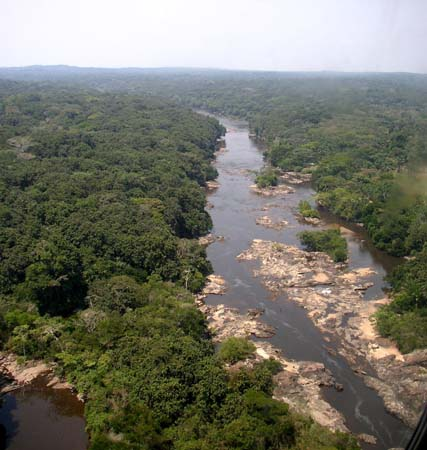
Ituri-Regenwald

Der Ituri-Regenwald ist ein tropisches Regenwaldgebiet in der Provinz Ituri im Osten der DR Kongo. Namensgebend für das Gebiet ist der den Regenwald durchfließende Fluss Ituri, während die Region im Laufe der Geschichte des Landes verschiedene Namen trug. Der Ituri fließt erst in den Aruwimi und mündet schließlich in den Kongo.
Das Gebiet umfasst etwa 63.000 km² und liegt zwischen 0° und 3° N, sowie 27° und 30° O. Der Ituri-Regenwald liegt in einer Höhe von etwa 700 bis 1.000 m. Die Durchschnittstemperatur beträgt etwa 31 °C und die Durchschnittsluftfeuchtigkeit etwa 85 %.
Etwa ein Fünftel des Waldes ist durch das UNESCO-Welterbe Okapi-Wildtierreservat geschützt. Die östlichsten Ausläufer des Ituri-Regenwaldes erreichen Uganda und stehen dort mit dem Semliki-Nationalpark unter Schutz. Der Wald ist die Heimat der Mbuti-Pygmäen und anderer Stämme. Die Emin-Pascha-Expedition des Afrikaforschers Henry Morton Stanley 1887 ist die erste dokumentierte Durchquerung eines Europäers.